# TCG Heybeliada (2008)
TCG Heybeliada (F-511) – turecka korweta typu Milgem. Koncepcja tego okrętu wraz z profilem misyjnym bazuje na amerykańskiej koncepcji Littoral Combat Ship, zwłaszcza zaś typu LCS-1 koncernu Lockheed Martin. Głównym przeznaczeniem, wpływającym na konstrukcję jednostki, jest: prowadzenie misji patrolowych oraz zwalczania okrętów podwodnych, podstawowymi zaś założeniami konstrukcyjnymi były: niski koszt eksploatacji, wysoki stopień przeżywalności w warunkach bojowych, wysoki stopień zaawansowania technologicznego, duża dzielność morska, niski wskaźnik RCS oraz niska sygnatura akustyczna, magnetyczna i w podczerwieni,
Pierwotnie Turcja zamierzała wykorzystać do budowy nowego typu korwet niemiecki projekt MEKO A-100, wkrótce jednakże postanowiono zrezygnować z projektu niemieckiego i oprzeć nową konstrukcje na całkowicie własnym projekcie z uwzględnieniem rozwiązań zastosowanych w amerykańskim LCS.